# Foyer de l'étudiant catholique
 (mars 2023).
 (mars 2023).
Si vous disposez d'ouvrages ou d'articles de référence ou si vous connaissez des sites web de qualité traitant du thème abordé ici, merci de compléter l'article en donnant les références utiles à sa vérifiabilité et en les liant à la section « Notes et références ».
Le Foyer de l'étudiant catholique (abrégé en FEC) est un foyer étudiant situé au centre de Strasbourg. Fondé en novembre 1925 lors de l'arrivée de Frère Médard, il évolue sous sa direction à travers des transformations progressives des bâtiments ainsi qu'un rôle culturel de plus en plus important qui en fait un véritable centre de la vie politique et culturelle alsacienne. Au départ proche de la Société Saint-Vincent-de-Paul et de la Congrégation des Frères de la doctrine chrétienne (dits Frères de Matzenheim) à laquelle appartient Frère Médard, il gagne peu à peu en indépendance, encourageant l'engagement religieux, politique, culturel et social. Les activités du FEC s'inscrivent dans le courant de la doctrine sociale de l'Église issue de l'enseignement de l'encyclique Rerum Novarum.
En lien avec les étudiants de nombreux intellectuels et intéressés, le FEC est, depuis sa fondation, et plus encore depuis la Seconde Guerre mondiale, un lieu unique de partage, réflexion et création, grâce notamment à ses conférences organisées dans la salle Léon XIII et à diverses productions écrites.
Il héberge tout au long de l'année des étudiants de tous les horizons, de toutes les filières, de toutes les confessions, de tous les niveaux universitaires, et l'été, il accueille des groupes de passage à Strasbourg, avec plus de 160 lits et un restaurant universitaire agréé par le CROUS depuis le milieu du XXe siècle.

## Le FEC, 17 place Saint-Étienne
Le foyer est situé au cœur de Strasbourg, au numéro 17 de la Place Saint-Étienne, passagère et animée par plusieurs commerces. Mais bien avant la création du FEC en tant que tel, cet endroit était déjà un lieu important dans la capitale de l'Alsace.

### Aux origines des lieux
Les historiens ont établi la présence d'activités humaines à cet emplacement dès l'Antiquité.
Vers 12 av. J.-C., est fondé Argentoratum, nom antique de l'actuelle ville de Strasbourg. Cette dénomination latine désigne le camp romain (castrum). Il est alors situé dans la province romaine de Germanie supérieure, capitale de la Germanie première au IVe siècle apr. J.-C.
Des vestiges archéologiques des fortifications du camp perdurent aujourd'hui dans les sous-sols du centre-ville de Strasbourg, le FEC se situant au cœur de ce castrum.
C'est au VIIIe siècle qu'apparaît le monastère Saint-Étienne créé par un dénommé Adalbert, frère de sainte Odile ; il donne son nom à l'actuelle place. Sur l'emplacement du FEC est établie la chapelle Sainte-Croix, qui devient ensuite basilique. Mais vieillissante et devenue inutile pour la vie religieuse du diocèse en raison de la présence d'autres lieux de culte à proximité, elle est détruite le 2 janvier 1553.
En 1598, Thierry Böcklin von Böcklinsau (de) y établit un hôtel particulier pour sa famille (l'Hôtel des Boecklin de Boecklinsau), une dynastie parmi les plus anciennes d'Alsace. Le style Renaissance qu'il arbore dès l'origine est encore visible aujourd'hui pour partie (façade, escalier, salle Léon XIII). Puis, aux XVIIe et XVIIIe siècles, le bâtiment sert de siège au Directoire de la noblesse de Basse-Alsace. Il connaît au XIXe siècle différentes fonctions, habitation café et commerce. Le mathématicien Paul Appell y naît en 1855. En 1910, c'est un restaurant qui s'y trouve, nommé le Ritter en référence à l'utilisation des lieux par la Noblesse alsacienne. La Société de Saint-Vincent-de-Paul acquiert les lieux en 1921, y mettant en place son Œuvre de prévoyance pour la jeunesse catholique à Strasbourg, plan d'accueil de jeunes délinquants. Mais la Communauté des Frères de Matzenheim s'en occupe dans les faits dès le départ, avec Frère Ernest entre 1923 et 1925, puis Frère Médard.
Malgré certaines modifications, la bonne conservation de l'architecture du XVIe siècle est la raison du classement de la façade, avec le très ancien escalier de la Tourelle et de la salle Léon XIII, aux Monuments historiques français le 10 novembre 1927.

### Expansion progressive et aménagements
Le FEC ne correspond au départ qu'au bâtiment nommé aujourd'hui le Ritter. Le foyer s'organise dans les premiers temps avec une annexe, rue des Juifs, qui comprend à la fin des années 1920 une trentaine de chambres. Mais cette organisation est bien vite abandonnée par Frère Médard, qui souhaite simplifier l'organisation du FEC : un foyer n'accueillant plus que de jeunes étudiants. En effet, il y a au départ à la fois de jeunes délinquants, des étudiants et des lycéens qui fréquentent le FEC. Il réorganise progressivement le foyer, concentrant l'activité sur les étudiants, et il ne reste plus que ceux-ci en 1937.
Mais arrive la Seconde Guerre mondiale et le FEC est confisqué par les occupants nazis en août 1940. Ceux-ci s'emparent des meubles et ordonnent à Frère Médard et aux étudiants de quitter les lieux. Se succèdent alors différentes fonctions pour le Ritter, qui est d'abord utilisé par la Wehrmacht à des fins administratives et devient ensuite musée de guerre à la gloire du Reich. À la Libération, il est un temps investi par les Forces françaises de l'intérieur.
Après l'occupation, lorsque Frère Médard peut retourner au FEC, fin 1944, il le trouve dépouillé d'absolument tous ses meubles. Mais cela ne le décourage pas et il cherche par tous les moyens à en récupérer un maximum. Très rapidement, le foyer peut de nouveau accueillir des étudiants. S'ensuit une modernisation avec une organisation en chambres chauffées et disposant de l'eau courante. Une nouvelle chapelle est construite avec d'autres chambres en lieu et place d'anciens dortoirs, et d'une salle des fêtes qui était un théâtre actif au début du siècle. Le nouvel étage que constitue ces changements est placé juste au-dessus du nouveau restaurant universitaire. Résultant d'un agrandissement des installations de restauration déjà présentes, il est bien vite agréé par le CROUS et devient l'un des RU les plus fréquentés de la ville.
C'est à cette époque que le FEC acquiert un chalet dans les Vosges, au Col de Steige. Un deuxième est très vite ajouté à celui-ci, grâce aux talents de communication de Frère Médard, qui obtient du Ministère de la Reconstruction et de l'Urbanisme un ancien chalet allemand en pièces, qu'il peut remonter au Col. D'autres sont acquis avec le temps, ce qui permet la mise en place d'un véritable village de vacances pour l'été. Avec le déplacement, hors période scolaire, des salariés qui gèrent le FEC, une part des chalets est mise en location et a du succès, notamment vis-à-vis des familles peu aisées du Nord et de l'Est de la France qui veulent partir en vacances sans trop dépenser. Le Col de Steige est très fréquenté des années 1950 aux années 1980, comme en témoignent les cartes postales et brochures publicitaires. Mais avec la montée des exigences en termes de confort, avec la concurrence des "vacances à la côte" et l'impossibilité pour un tel établissement d'investir massivement, il faut revoir l'organisation. Progressivement, Jean-Luc Hiebel, directeur à partir de 1988, est contraint de cesser les locations, puis de mettre en vente les chalets. Au début des années 2000, ils sont détruits par la commune de Ranrupt à laquelle ils avaient été cédés.
Pour ce qui est du FEC à proprement dit, outre la rénovation des chambres, une expansion a lieu. Elle commence en 1948, avec l'achat du bar Le Monaco (16 place Saint-Étienne), qui est transformé en chambres. Grâce à la collaboration de l'architecte Ferdinand Fetsch, compagnon de route de Frère Médard et ancien pensionnaire du foyer, un nouvel élément voir le jour dans les années 1960 : le bâtiment Robert Schuman, qui compte 50 chambres. Il porte le nom du père fondateur de la construction européenne, ami fidèle de frère Médard et du FEC.
Entre 2000 et 2004, une vaste rénovation est réalisée sous l'impulsion du président Gabriel Wackermann. Un investissement de 48 millions de francs permet de rendre les chambres conformes aux normes de sécurité incendie et un bloc sanitaire est installé dans toutes les chambres. Le foyer devient alors mixte, et le restaurant universitaire est entièrement rénové. Un bar animé et tenu par les étudiants, l'EuroStudentCafé, est ouvert au nez-de-chaussé au début des années 2000. En 2022, 35 bicyclettes sont mises à disposition des étudiants, en gestion libre.
Aujourd'hui, il y a une répartition en cinq bâtiments pour le logement. Ce sont le Ritter, la Tourelle qui lui est adjacente, le Monaco (où se trouve l'accès principal de l'administration), le Leclerc et le Schuman. En plus de cela, on trouve le restaurant universitaire dont l'entrée est dans la grande cour. Le foyer met à disposition de ses étudiants une chapelle, une grande salle de travail, une salle de sport, une pièce pour la lecture et une conviviale salle de télévision.

### Le Restaurant Universitaire
Dès l'acquisition du foyer par la Société de Saint-Vincent-de-Paul en 1921, des cuisines sont présentes, provenant du restaurant Le Ritter. Mais en 1927, de nouvelles sont aménagées pour répondre aux besoins nouveaux d'un FEC en pleine croissance. Un réfectoire est créé sur l'emplacement de l'actuel restaurant universitaire.
C'est en 1945, au sortir de la Seconde Guerre mondiale, que le réfectoire devient un Restaurant universitaire à proprement parler, c'est-à-dire qu'il est agréé par le CROUS pour accueillir les étudiants à des tarifs préférentiels le midi et le soir.
Le Restaurant universitaire accueille toujours de nombreux étudiants, du lundi au vendredi, et est ouvert à tous, étudiants et passagers. En 2022, plus de 150 000 repas y sont servis.

### La salle Léon XIII
L'actuelle salle Léon XIII sert dans les premières années du FEC de salle d'étude pour ceux qui fréquentent l'internat du Ritter. Elle a plusieurs usages à travers le temps, mais reste toujours un lieu central du foyer, sa surface de 160 m2 étant propice au rassemblement. C'est aujourd'hui le principal lieu où s'organisent les conférences du FEC. La salle Léon XIII est réputée pour ses plafonds d'époques aujourd'hui restaurés. Cela lui vaut d'être classée sur la liste des monuments historiques. Un grand portrait du Pape, dont elle porte le nom, trône par ailleurs sur le mur près de l'estrade servant aux conférences.
Il y a d'autres salles importantes destinées à la discussion et à la rencontre. La salle Pierre Pflimlin, du nom du célèbre homme politique et très fidèle compagnon de Frère Médard, est plus petite que la salle Léon XIII, avec une surface de 50 m2 et est plutôt adaptée aux réunions d'entreprises et discussions particulières. La salle Frère Victor, nommée comme celui qui fut le bras droit de Frère Médard durant de nombreuses années, est aussi un lieu de rencontre, mais propre aux étudiants du FEC.
Les salles Léon XIII et Pierre Pflimlin sont disponibles à la location pour diverses activités. Elles permettent aux associations d'y tenir des réunions, conférences, colloques. Les partis politiques y organisent volontiers des meetings et autres rencontres d'information.

### Photographies
- La façade dans les années 1950
- Le FEC dans l'entre-deux guerres
- Robert Schuman, Pierre Pfimlin et des étudiants

## Une institution indépendante
Association à but non lucratif de droit local, le FEC dispose maintenant d'une identité marquée, connu par les Strasbourgeois comme le plus grand foyer étudiant du centre-ville et indépendant de toute organisation supérieure. Mais cela n'a pas toujours été une évidence et des différends, ainsi que la volonté des dirigeants, ont permis la formation progressive de ce projet original. C'est Joseph Weydmann, qui en 1921, est président de la Maison Saint-Vincent, puis, en 1946, de l’Association du FEC.

### Précision des projets d'organisation
Le foyer accueille au départ de jeunes délinquants et des travailleurs, donc pas seulement des étudiants. Ces derniers sont cependant la priorité de Frère Médard, qui fait le choix de réserver progressivement le Ritter à leur logement. Avec le départ progressif de jeunes délinquants et des lycéens en internat, il n'y a en 1937 plus que des étudiants au FEC.
Au sortir de la Seconde Guerre mondiale, en décembre 1944, un nouveau projet pour le FEC est immédiatement lancé. C'est le retour de l'activité étudiante associée au développement des Intellectuels chrétiens sociaux (ICS) fondés par Frère Médard. Dès l'été 1945, l'association compte 250 membres et commence alors à projeter les publications et la mise en place de conférences. Les ICS se placent dans la continuité de l'activité intellectuelle des étudiants avant la guerre, avec la volonté de créer une élite chrétienne et intellectuelle en Alsace. Ainsi, l'intégration est réservée à l'origine à ceux qui disposent au minimum d'une licence. L'organisation se fait autour d'un bureau avec un président et des délégués, la charte d'action définissant l'orientation globale à donner au mouvement. Mais l'existence officielle des ICS commence en 1948, quand les statuts de l'association sont validés juridiquement. C'est Frère Médard qui désigne les présidents, qui dirigent le bureau (organe central de direction), auquel s'ajoute le comité, qui est plus ouvert. Les ICS sont très actifs jusqu'à sa mort en 1988, puis sont progressivement mis en sommeil.

### Autonomisation croissante
Le FEC proprement dit dispose d'un statut juridique distinct dès 1925 et est confié principalement à la Communauté des Frères de Matzenheim. Ces derniers voient leur projet favorisé par la présence de Frère Médard. Le directeur centre son action sur les étudiants et laisse de côté les délinquants. Ces derniers sont alors confiés à la Communauté des Frères, et la Société de Saint-Vincent-de-Paul reconnaît en échange en 1937 leurs droits réels sur le Ritter. Mais au sortir de la Seconde Guerre mondiale, un conflit a lieu, car aucune démarche claire n'a été entreprise sur le plan juridique et les deux organisations peuvent se réclamer, selon des logiques différentes, propriétaires du Ritter. Le diocèse de Strasbourg intervient alors à travers l'évêque Jean-Julien Weber, qui joue le rôle de médiateur. En 1947, l'Association du FEC  devient propriétaire effectif des lieux en s'acquittant d'une somme de 50 000 francs.
Le FEC affiche dans son nom la religion catholique. Celle-ci y est présente depuis sa fondation et l'est encore aujourd'hui. On note par conséquent une proximité vis-à-vis de l'archidiocèse de Strasbourg. Mais là encore, il ne s'agit en aucun cas d'une dépendance. Le lien avec l'Église est fort, et dès décembre 1927, une messe y est célébrée par Charles Ruch, évêque de Strasbourg. Mais le FEC se démarque toujours par un fonctionnement indépendant, notamment à travers l'ouverture des conférences à des catholiques et non-catholiques prônant des idées originales, progressistes et aussi aux autres religions. Après la Seconde Guerre mondiale, ces conférences sont la source des tensions avec le chanoine Léon-Arthur Elchinger qui en organise d'autres au nom du diocèse. Il y a alors un arrêt, seulement momentané, de celles du FEC pour éviter toute concurrence. Mais toujours, l'esprit de conciliation l'emporte et les relations sont aujourd'hui bonne, l'indépendance du FEC par rapport aux autorités ecclésiastiques étant actée.
S'il s'agit d'un foyer politiquement indépendant et qui laisse la place à l'expression de toutes les tendances idéologiques, il y a eu au sortir de la guerre un rôle politique important joué par Frère Médard, qui a mis un temps le FEC au cœur des enjeux de la vie politique locale. Alors que beaucoup de chrétiens s'organisent en 1944 autour du Mouvement républicain populaire (MRP), dont un membre important en la personne de Pierre-Henri Teitgen était venu dans les années 1930 faire une conférence. Frère Médard lui accorde son soutien. Le foyer devient un temps le lieu d'appui de l'implantation du MRP en Alsace : c'est là qu'est créée l'antenne locale du parti en janvier 1945. Le directeur du FEC joue un rôle capital d'entremetteur dans la fusion entre le Parti républicain populaire, alors puissant politiquement dans la région, mais à tendance autonomiste, et le MRP. La réussite de l'union, en juillet 1945, permet l'implantation solide du parti en terre alsacienne. Il y a également des conférences qui mettent en avant le Mouvement républicain populaire, comme celle de mai 1945 qui concerne la Résistance et l'avenir de la pensée chrétienne, organisé par le journal Témoignage chrétien, alors largement favorable au parti. C'est aussi Frère Médard qui défend la candidature de Pierre Pflimlin à l'Assemblée constituante, en 1945, lançant la carrière politique de celui qui devient ministre en 1947. Mais face aux nombreuses tensions pour la désignation des candidats aux différentes élections, Frère Médard préfère s'en tenir éloigné, de même que les ICS qui ne jouent dès lors qu'un rôle dans la croissance des idées.

## Haut lieu de réflexion et de travail intellectuel
Si le FEC est aujourd'hui connu pour son cycle annuel de conférence, celles-ci n'ont pas toujours eu lieu selon la même organisation. Leur ancrage au cœur de la vie du foyer s'est fait progressivement. Elles sont très liées aux ICS créés par Frère Médard.

### Les conférences
Dès 1926 est créé un cercle d'études, auquel prennent part les étudiants seulement. Il est supervisé par l'aumônier du foyer et sert essentiellement, avec des temps de dialogue et parfois des intervenants extérieurs, à réfléchir sur une vision de la société marquée par les idées du catholicisme. En quelques années s'opère une distinction entre des discussions en cercle restreint et des conférences avec un public élargi. Les premières conférences de plus grande ampleur ont lieu en 1928. Elles n'ont par ailleurs pas toujours lieu au sein du foyer et sont à l'époque parfois payantes. Il y a ainsi l'élaboration d'une ébauche de cycle de conférences, avec une moyenne de six ou sept par an jusqu'en 1936.
L'activité se maintient ainsi de façon assez irrégulière et, en 1935, se développent des cercles et conférences plus philosophiques ou littéraires. C'est cette année qu'apparaissent les tribunes libres, qui sont des débats actifs et participatifs. Elles avaient le plus souvent lieu dans le restaurant du FEC. À l'approche de la Seconde Guerre mondiale, les confrontations y sont vives et les points de vue multiples montrent fréquemment la fracturation idéologique de la population française d'alors. C'est avec la participation à ces tribunes libres que Pierre Pflimlin a ses premiers rapports avec le FEC et y prend une place de plus en plus importante.
Parmi les engagements marqués, les tensions liées à la montée du nazisme et du fascisme. Ainsi, les pères Duisberg et Lorson dénoncent fermement l'antisémitisme lors d'une conférence à la fin des années 1930. L'événement est propagé dans l'administration nazie, ce qui aboutit à une protestation officielle d'Adolf Hitler auprès du Saint-Siège, face à ce qu'il estime être une provocation face à une supposée nécessité de neutralité politique du foyer. En août 1940, lorsque les Allemands occupent Strasbourg et s'apprêtent à réquisitionner le FEC, ils interpellent Frère Médard à ce sujet. Cela montre que l'affaire était restée connue des services nazis et cet élément a probablement joué dans la violence de la spoliation des biens du foyer.
À la Libération, les conférences du FEC deviennent intimement liées à celles qui sont organisées par les ICS de Frère Médard. À la suite de leur création, en décembre 1944, des séances d'études sont mises en place. Celles-ci ont pour objectif la réflexion à travers un court exposé suivi d'un débat. L'activité des années 1930 se remet peu à peu en place avec des tribunes libres ou encore les « Mardis du FEC », conférences hebdomadaires. La nouveauté consiste en une double répartition entre de grands meetings organisés au Palais des Fêtes de Strasbourg et un travail de fond opéré dans le cadre plus restreint des ICS. Les meetings concernent souvent des grands noms du catholicisme français d'alors, comme avec le père Chaillet qui vient à deux reprises en 1945 et 1948. D'intenses « semaines d'étude » sont mises en place, regroupements d'un grand nombre de conférences qui rassemblent beaucoup d'intervenants et un public large, alors que l'on note une perte de régularité. Cela n'empêche pas la venue de grands noms comme Léopold Sédar Senghor. Ce sont les années 1960 qui voient l'émergence du système connu actuellement de cycle annuel. Des conférences sont organisées sur différentes thématiques tout au long de l'année universitaire, précédées par un souper avec le conférencier et suivies d'un temps de questions.
De nouvelles formes d'accueil de personnalités se développent au FEC, comme avec les petits-déjeuners, qui ont lieu depuis les années 1990. L'invité le plus célèbre de ces événements est l'ancien Président de la République Valéry Giscard d'Estaing, qui y participe en 1992.

### Les publications du FEC et des ICS
Pour ce qui est des publications écrites en lien avec le foyer, il y a un avant et un après 1957, année de la mise en place de sa revue Elan. Dès 1926 est créé un annuaire, sorte de livret regroupant des écrits sur la vie étudiante, les cercles de pensée et la religion. Tantôt trimestrielle, tantôt à la parution très irrégulière, la publication de tels feuillets dure jusqu'en 1937. De cette date à 1948 est mise en place la revue FEC. Dans la même ligne que la précédente, peu de numéros nous en restent à cause de l'interruption liée à la guerre et des destructions causées par le passage des nazis. Ensuite, le rôle croissant des ICS dans l'activité de Frère Médard entraîne un changement de nom. Les Cahiers des Intellectuels chrétiens sociaux d'Alsace sont publiés irrégulièrement et abordent des sujets très variés, de l'Europe au logement alsacien, en passant par l'éducation.
La création d'Elan en 1957 est une rupture majeure : son nom n'a pas changé depuis et les publications actuelles s'inspirent de l'organisation des numéros d'alors. Le nom de cette revue, sous-titrée « Cahiers du FEC et des ICS », est alors trouvé par Pierre Pflimlin. Elle fait le bilan des conférences liées aux ICS et permet un approfondissement des thématiques évoquées. Elan paraît rapidement sous forme de cahier double tous les deux mois, avec un rythme total de dix numéros par an. En 1988, le directeur Jean-Luc Hiebel l'ouvre à plus de participation étudiante et y imprime sa marque avec un « Billet Evangile » dans chaque numéro. En 2000, Étienne Troestler donne à la revue trimestrielle la forme d'un magazine en couleur. Elan devient ensuite une revue annuelle, avec un premier numéro sous ce nouveau format en 2021, qui est encore actuellement en vigueur.

### Un laboratoire d'idées européennes
Les sujets variés que concernent après la Seconde Guerre mondiale les conférences des ICS placent plus ou moins directement le FEC au centre de débats très importants alors en Alsace et qui y sont abordés pour la première fois.
Le FEC est le théâtre de l'émergence d'idées pionnières sur la construction Européenne. De nombreuses conférences y ont lieu sur ce sujet, mais le plus marquant est l'avance acquise dès la fin des années 1940 quant au rapprochement avec l'Allemagne vaincue. Alors que beaucoup voient de l'autre côté du Rhin un dangereux adversaire, Frère Médard insiste sur les liens qui peuvent exister entre les deux peuples. Le foyer est précurseur dans les réflexions sur l'enseignement de l'allemand, par exemple, qui y ont lieu au début des années 1950 et sont souvent l'occasion de vifs débats. Plus encore, le FEC est un symbole de l'implantation strasbourgeoise de grands acteurs de la construction européenne, comme avec Robert Schuman. Ce dernier déclare lors d'une conférence au Palais des Fêtes, en novembre 1947: « Vous aurez l'Europe à Strasbourg », préfigurant le rôle à venir de la ville pour le continent. Le foyer a un rôle décisif pour cela, car des négociations y ont lieu cette année-là, entre Robert Schuman, le Comte Sforza et les ministres des affaires étrangères d'Irlande et du Luxembourg.
Le foyer est également le lieu du développement d'idées importantes sur l'Alsace et sa place en France et en Europe. Alors que Frère Médard exprime de façon permanente son double attachement national et local, des réflexions sont menées au FEC à de nombreuses reprises sur les grands enjeux régionaux. C'est notamment le cas avec le groupe d'étude et de formation économique et culturelle. Ce groupe est actif de 1953 à 1958, proche des ICS et soutenu par Pierre Pflimlin. Cela permet un travail de fond sur la question alsacienne, reconnu dans toute la région. Il y a la mise en valeur de la langue alsacienne et la recherche d'une identité de compromis. De nombreuses conférences ont lieu sur ce sujet et un poète tel que Claude Vigée, qui fait la part belle aux dialectes locaux dans son œuvre, devient par la suite un habitué du FEC.

### Un foyer engagé et solidaire
Un engagement social permanent au FEC prend différentes formes selon les périodes. Ainsi est mise en place au foyer une conférence de Saint-Vincent-de-Paul. L'aumônier encadre des actions multiples, telles que l'aide alimentaire, la recherche d'emploi pour les pères de famille en difficulté et les collectes pour les plus démunis, et ce jusqu'à la Seconde Guerre mondiale. Après le conflit, des groupes s'organisent, l'un s'occupant des loisirs des enfants pauvres et l'autre de la compagnie des personnes âgées.
L'une des actions sociales majeures liées au FEC concerne le logement. Alors que les étudiants aident à la reconstruction des habitations des plus défavorisés, Frère Médard décide de créer une Commission de l'habitat au sein des ICS. Elle est très active, avec environ 70 conférences de sensibilisation entre 1950 et 1952. Sa réalisation majeure intervient en 1952. Alors que le Ministère de la Reconstruction et de l'Urbanisme met en place des primes pour les maisons à faible coût, un concours pour trouver le meilleur projet est organisé avec la participation active du FEC. 35 architectes et plus de 200 entrepreneurs et artisans y prennent alors part et les modèles sont exposés en salle Léon XIII. Les résultats en sont impressionnants. Près de 550 maisons sont construites sur le modèle dans le Bas-Rhin, qui devient le 3e département français en termes d'octroi des primes gouvernementales.
L'action sociale perdure même avec la baisse, puis l'arrêt des activités des ICS. Des cours de soutien scolaire ont ainsi lieu, notamment, dans les années 1980 et 1990, à l'initiative des étudiants. Dans la même optique, l'actuel directeur embauche bien souvent des personnes issues du RSA grâce à au dispositif des emplois aidés (PEC) en besoin de réinsertion ou de formation. Plusieurs partenariats existent, par exemple, la fourniture de repas pour les mineurs isolés demandeurs d'asile en lien avec l'Aumônerie universitaire catholique du Strasbourg.

## Une vie étudiante originale
Le FEC est avant tout une résidence étudiante. Mais ceux-ci n'y ont pas seulement leur chambre, ils s'investissent bien souvent dans cette structure unique, et cela s'est manifesté de différentes manières depuis 1925, toujours dans l'esprit de la devise de Frère Médard : « s'engager pour unir les hommes ».

### Des horizons multiples
Depuis le commencement, les étudiants du FEC ont des origines géographiques et des horizons disciplinaires multiples. Du point de vue des effectifs, on note une croissance très rapide. Trente locataires sont recensés la première année, en 1925. Mais en 1928, ce nombre monte à 205. Cependant, il ne faut pas considérer que tous ces gens ont un profil homogène, particulièrement dans les débuts du foyer. Il faut en fait séparer les étudiants à proprement parler, qui disposent de chambres, les jeunes délinquants qui logent dans un grand dortoir au-dessus du restaurant, dans l'actuel bâtiment Leclerc, et les lycéens qui sont au FEC en internat et dorment en partie dans l'ancienne annexe du foyer, rue des Juifs. La réorganisation qu'opère le temps, avec la suppression des dortoirs et l'organisation actuelle en cinq bâtiments, fait que l'on dénombre aujourd'hui 161 étudiants. Par ailleurs, alors que le foyer est masculin depuis 1925, il devient mixte à l'occasion des rénovations du début des années 2000.
Le FEC est loin de n'accueillir que des étudiants venus d'Alsace. Si pour la période qui s'étend de 1925 à 1951, plus de la moitié viennent de cette région, il y a dès le départ une ouverture assez large. On en compte par exemple environ 17% qui proviennent du reste de l'Est de la France (surtout de Lorraine et de Franche-Comté). Il y a même à cette époque déjà 4% d'étudiants étrangers. Ces chiffres augmentent avec le temps, même si les départements les plus représentés restent encore le Haut-Rhin et le Bas-Rhin. On compte aujourd'hui 20% d'étudiants étrangers.
Les types d'études sont en outre un facteur qui donne une grande diversité au foyer. Pour ce qui est des premiers étudiants (1925 à 1955), nous avons pour une part connaissance des professions qu'ils ont occupées immédiatement après leur passage au FEC. Environ un quart sont devenus professeurs et un cinquième ont ensuite occupé une profession libérale, tandis que 6% ont continué des études ailleurs. Pour la période qui va de 1955 à 1991, nous disposons de chiffres plus précis quant à la répartition par matière des études. Les deux disciplines dominantes sont la médecine à plus d'un quart et le droit et les sciences politiques pour un peu moins d'un cinquième. Seuls environ 2% des étudiants ont fait des études d'art ou de théologie sur la période.

### L'évolution des conditions de vie
Dans les premières années de l'existence du FEC, les conditions de vie y sont assez difficiles. Dans son discours pour les 50 ans du foyer en 1975, Frère Médard présente cette période comme celle des « temps héroïques de la pauvreté ». Les étudiants logent dans des chambres d'un ou deux lits aménagées sobrement. Le bâtiment, repris tel quel du Ritter, est encore sombre et vétuste. Les jeunes délinquants présents au départ logent au deuxième étage, dans des dortoirs. Dans une Alsace où les hivers peuvent être très froids, les températures des chambres sont parfois négatives. Par conséquent, les étudiants préfèrent se rassembler une bonne partie de la journée dans des parties communes. Des salles de lecture, de travail, de jeu et de musique se mettent ainsi rapidement en place dans les années 1920.
C'est la guerre qui est paradoxalement source de renouveau et d'amélioration des conditions de vie. Alors que le FEC doit se relancer et retrouver ses étudiants, une grande modernisation est opérée. Les chambres sont améliorées et disposent d'eau courante et d'un chauffage central, grâce notamment au travail de l'architecte Ferdinand Fetsch. Avec l'acquisition de chalets au col de Steige, le cycle annuel de vie au foyer s'organise progressivement en deux temps. Très actif pendant l'année universitaire, le bâtiment principal du centre de Strasbourg est délaissé durant l'été. Frère Médard se rend alors au col de Steige, accompagné de ses proches collaborateurs. C'est l'occasion d'un véritable déplacement, à la fois humain et matériel, de toute l'organisation du FEC.
La vie religieuse est dès le départ centrale, selon la volonté conjointe de Frère Médard et des étudiants. Avant la Seconde Guerre mondiale, la messe y est célébrée chaque jour, et les étudiants y assistent en général une fois par semaine. Assez simples, ces cérémonies sont imprégnées des problématiques des étudiants qui y prennent part, dans les prières comme les sermons. Les conférences sont aussi l'occasion de réflexions sur la religion. Elles sont au départ encadrées par l'aumônier du FEC, dont les deux principaux avant la guerre sont des jésuites, les pères Haefflé et Hertzog. Alors que plusieurs étudiants organisent des exposés sur l'Église dans les années 1920, un groupe de réflexion est créé en 1930. Nommé cercle Eugène Mertian, il est affilié à l'Association catholique de la jeunesse française. En avril 1935, ce sont des étudiants du FEC qui sont au premier rang pour l'organisation à Strasbourg du Congrès national de la Fédération française des étudiants catholiques, qui compte alors plus de 15 000 membres. Dans la phase qui succède à la Libération, la vie religieuse du foyer se confond avec celle des ICS, avec le père Bernard (jésuite), qui est aumônier à la fois du foyer et du mouvement de pensée jusqu'en 1952. Une rupture majeure a lieu à la suite des événements de mai 1968. Frère Médard, désireux de rendre la vie religieuse proche des préoccupations étudiantes, choisit désormais seul ses aumôniers, qui ne viennent plus de la Compagnie de Jésus. Jean-Luc Hiebel en devient aumônier en 1986. Devenu directeur-adjoint, puis directeur et président, il y dit dès lors la messe. Étienne Troestler, directeur, est aujourd'hui aumônier laïc du foyer et anime les activités religieuses et culturelles avec Jean-Luc Hiebel.

### Engagement et initiatives étudiantes
Depuis les origines du FEC, les étudiants qui y logent ont non seulement participé activement aux activités organisées par la direction, mais ont aussi pris des initiatives qui leur sont propres et qui concernent principalement leur loisir et la vie en communauté.
Dès les années 1920 sont organisées des activités dont l'initiative revient aux étudiants. Ceux-ci développent des clubs, avec au départ des activités telles que le chant, la musique ou le sport. À l'emplacement de ce qui est actuellement la chapelle se trouvait un théâtre, qui sert pour des représentations, avec de célèbres pièces de Molière ou Eugène Labiche, auxquelles participent les étudiants. Devant l'affluence, certaines doivent être jouées plusieurs fois face à une salle comble. Un « parlement » est créé en 1931, nom donné au rassemblement des divers clubs.
Il y a également une participation active aux voyages du FEC. Véritables événements qui ont encore lieu aujourd'hui, ils prennent des formes très variées. On note à la fois de fréquentes sorties au Mont Sainte-Odile, dont la première a lieu en 1927, mais aussi des retraites spirituelles et des voyages bien plus conséquents. Ainsi, dès les années 1930, les étudiants partent avec Frère Médard en Suisse et à plusieurs reprises en Italie. Ceux qui ont quitté les lieux y prennent bien souvent aussi part, puisqu'une Amicale des anciens est créée en juillet 1931. La vie au foyer est un événement marquant dans leur vie, et depuis, de nombreux étudiants ont pris part à des activités après avoir quitté Strasbourg.
L'Association des étudiants du FEC (AEFEC) est créée en 1987, reprenant le nom d'une ancienne structure d'organisation disparue, et son premier président est Jean Rottner. Elle a un rôle central, avec pour fonction de gérer, en termes budgétaires et organisationnels, l'ensemble des activités initiées par les étudiants. Au même moment apparaît la Gazette du FEC, dirigée au départ par Christophe Grudler. Parution interne d'abord hebdomadaire, elle perdure à travers les années, avec des périodes très actives et des moments creux.
Il y a de nombreuses festivités dans l'année étudiante, qui prennent différentes formes, mais sont toujours des moments importants. De la Libération aux années 1960, c'est la kermesse annuelle du foyer, organisée tous les ans en février, qui est un événement qui met tout le foyer en activité. Elles sont alors une sorte de fête du FEC sans en avoir le statut, et peuvent être impressionnantes. En témoigne celle de 1952, qui a pour thème l'Espagne et à laquelle prend part le consul général de ce pays, ainsi que Pierre Pflimlin, qui est alors Ministre d'État. En 1988 sont créés les Médards, nommés en hommage à Frère Médard. Il s'agit d'une cérémonie qui prend place en fin d'année universitaire et qui a pour fonction de récompenser les étudiants les plus méritants à de multiples égards.

## Personnalités liées au FEC

### Direction et gestion
Lors de sa fondation, en 1925, le FEC est dirigé par Frère Médard, membre de la congrégation des Frères de Matzehneim jusqu'à sa mort, en 1988. Jean-Luc Hiebel, prêtre et professeur de droit canonique, prend la succession dès la mort de Frère Médard. Étienne Troestler devient directeur en 2015, lorsque Jean-Luc Hiebel devient président de l'association du FEC.
En 1954, Erwin Guldner (conseiller d'État) devient président du FEC.  EN 1976, Marcel Rudloff, avocat, sénateur, maire de Strasbourg et membre du Conseil Constitutionnel devient président du FEC. En 1997, Gabriel Wackermann (Paris-Université Sorbonne) assume la fonction jusqu'à 2015.  Jean-Luc Hiebel est le président du FEC.

### Personnalités ayant vécu ou fréquenté le FEC
- Marcel Rudloff
- Pierre Pflimlin
- Léon-Arthur Elchinger
- Robert Schuman
- Pierre Emmanuel
- Joseph Paul Schneider
- Paul Collowald
- Claude Vigée
- Christophe Grudler
- Philippe Meyer
- Christian Klinger
- Jean Rottner

### Personnalités ayant participé aux conférences du FEC et des ICS
- Agnès Acker (1981)
- Michel Albert (1980)
- Jean-Michel Besnier (2017)
- Hubert Beuve-Méry (1968)
- Georges Bidault (années 1950)
- Jean-Marie Bockel (2001-2022)
- René Capitant (1966)
- Paul Claudel (1965)
- Eugène Claudius-Petit (1976)
- Camille Claus
- Pierre Chaillet (1945)
- André Comte-Sponville (1993)
- Gérard Defois (2014)
- Jean-Luc Dehaene (2005)
- Jacques Delors (1989)
- Alain Erlande-Brandenburg (2004)
- André Mandouze (1945)
- Carlo Sforza et Seán MacBride (1949)
- Henri d'Orléans, Comte de Paris (vers 1950)
- Jacques Fauvet (1970)
- Valéry Giscard d'Estaing (1992)
- Otto de Habsbourg
- Michel Henry (1988)
- Jean-Noël Jeanneney (1969)
- Claude Julien (1965)
- Alfred Kastler (1974)
- Hans Küng
- Marc Lachièse-Rey
- André Lacrampe (2000)
- Brice Lalonde (1977)
- François Léotard (1985)
- Marc Oraison (1966)
- Rémy Pflimlin (2002)
- Edgard Pisani (1980)
- Hubert Reeves
- Michel Rocard (1987)
- Robert Schuman
- Thierry Sanjuan (2016)
- Léopold Sédar Senghor
- Pierre-Henri Teitgen
- Leo Tindemans (1979)
- Catherine Trautmann (1991)
- Yann Wehrling (2005)[22]